# Dugoselska kronika
Dugoselska kronika je lokalno glasilo dugoselskog kraja (Grada Dugog Sela, općina Brckovljani i Rugvice, koji su ujedno i osnivači glasila). Među najstarijim je lokalnim novinama u Hrvatskoj, Dugoselska kronika jedinstvena je između ostaloga, i po tome što ima dva prva broja, dva početka. Pokrenuta je 3. srpnja 1967. godine u velikom formatu - kao prilog - list nekadašnjeg Vjesnika. U takvom se obliku pojavila šest puta. Osim ovih šest brojeva novine su izašle u još 500 izdanja. Početkom 2008. godine novine su obilježile 40. godišnjicu postojanja. Među prvim urednicima bio je i Jadranko Crnić. Kronika izlazi kao mjesečnik u nakladi od 1700 primjeraka. Izdavač glasila je Pučko otvoreno učilište Dugo Selo.

## Vanjske poveznice
- Dugoselska kronika